# カリー・ペイトン

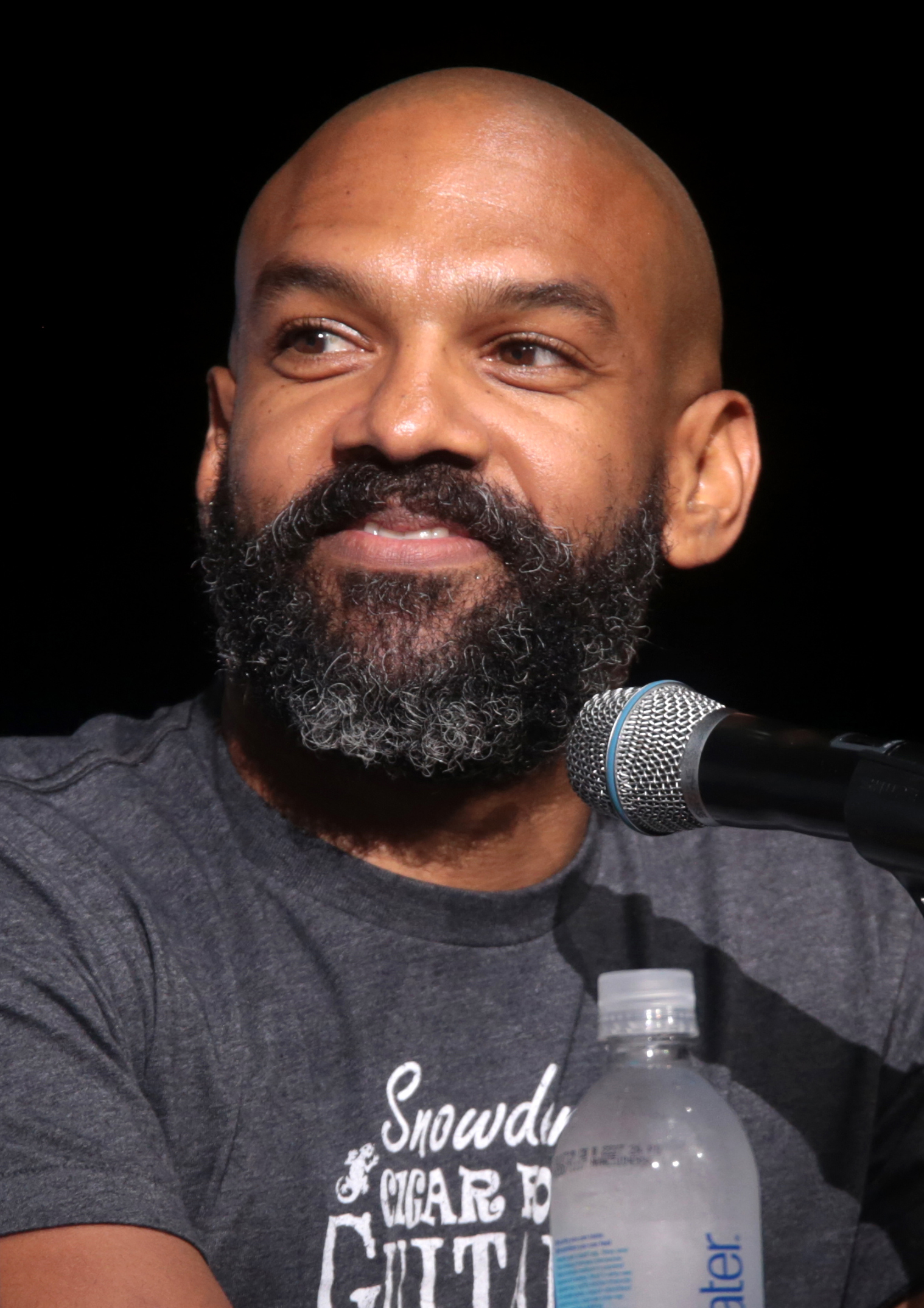
2017年撮影

カリー・ペイトン（Khary Payton、1972年5月16日 - ）は、アメリカ合衆国の俳優、声優。代表作は『ティーン・タイタンズ』（サイボーグ / ビクター・ストーン）、『メタルギアソリッド4』（ドレビン）。
『エミリーの恋愛バイブル』では、ゲイのジョッシュを演じたが、この作品はアメリカ合衆国で一話放送されたきりになってしまった。サイバネティックなアフリカ系アメリカ人を演じるためか、ドリアン・ヘアウッドとよく間違えられる。

## 出演作品

### アニメ
1994年
- Street Sharks（Moby Lick）

2002年
- TOONAMI（スワイザック）

2003年
- ジャスティス・リーグ（テン）
- ティーン・タイタンズ（サイボーグ、ヘラルド、バスの運転手）

2004年
- KND ハチャメチャ大作戦（モーリス/元ナンバー9）

2006年
- ベン10（ヘックス他）
- Loonatics Unleashed（General Deuce (第2シーズン)）

2007年
- Legion of Super Heroes（Tyr, Hunter）

2008年
- ベン10 エイリアンフォース（マニー）

2010年
- ヤング・ジャスティス（アクアラッド、ブラックマンタ、ブリック）

2012年
- ベン10 アルティメットエイリアン（ヘックス）

2013年
- ティーン・タイタンズGO!（サイボーグ）

2014年
- ベン10：オムニバース（マニー、ヘックス）

2015年
- トランスフォーマー アドベンチャー（グリムロック）

2016年
- ライオン・ガード（ラフィキ）
- ちいさなプリンセス ソフィア（バーリー）
- ジャスティス・リーグ・アクション（サイボーグ）

2017年
- ビッグ・ヒーロー・シックス（ワサビ）
- Guardians of the Galaxy（Jukka）
- DCスーパーヒーロー・ガールズ（サイボーグ）
- アバローのプリンセス エレナ（Captain Chiloya）

### OVA
- ティーン・タイタンズ 東京で大ピンチ!（サイボーグ）
- サバンナ・アドベンチャー（ダシー）
- バットマン:アサルト・オン・アーカム（受刑者）
- ジャスティス・リーグ:アトランティスの進撃（スティール）
- LEGO スーパー・ヒーローズ:ジャスティス・リーグ〈クローンとの戦い〉（サイボーグ）
- LEGO スーパー・ヒーローズ:ジャスティス・リーグ〈悪の軍団誕生〉（サイボーグ）
- LEGO スーパー・ヒーローズ:ジャスティス・リーグ〈地球を救え!〉（サイボーグ）
- LEGO スーパー・ヒーローズ:ジャスティス・リーグ〈ゴッサム大脱出〉（サイボーグ）
- DC Super Hero Girls: Hero of the Year（サイボーグ）
- DC Super Hero Girls: Intergalactic Games（サイボーグ）

### ゲーム
2000年
- Deus Ex（"The Smuggler" 、JoJo Fine他）

2005年
- X-Men Legends II: Rise of Apocalypse（Bishop、ニック・フューリー）
- Quake 4（Bidwell）

2006年
- ティーン・タイタンズ（サイボーグ）
- Saints Row（役名表記なし）
- Marvel: Ultimate Alliance（ブレイド）
- Dead or Alive Xtreme 2（ザック）
- SOCOM: U.S. Navy SEALs Fireteam Bravo 2（WRAITH）

2007年
- ゴッド・オブ・ウォーII 終焉への序曲（兵士）
- Spider-Man: Friend or Foe（ブレイド）

2008年
- メタルギアソリッド4（ドレビン）
- RESISTANCE2（ベンジャミン・ワーナー軍曹）

2009年
- ニンジャブレイド（アンディ・ウォーカー）
- ザ・シムズ3（シム）
- Prototype（役名表記なし）

2010年
- NO MORE HEROES 2 DESPERATE STRUGGLE（ネイサン・コープランド）
- デッド オア アライブ パラダイス（ザック）
- メタルギアソリッド ピースウォーカー（兵士）
- スタークラフト2（役名表記なし）

2011年
- KILLZONE 3（役名表記なし）
- InFAMOUS 2（歩行者）
- エースコンバット アサルト・ホライゾン（コ・パイロット）
- バットマン アーカム・シティ（アズラエル）

2012年
- STARHAWK（エメット・グレイブス）
- プレイステーション オールスター・バトルロイヤル（エメット・グレイブス）

2013年
- トゥームレイダー（島の住人）
- God of War: Ascension（兵士）
- インジャスティス:神々の激突（サイボーグ、ドゥームズデイ）
- メトロ ラストライト（役名表記なし）
- Young Justice: Legacy（アクアラッド、ブラックマンタ）
- バットマン アーカム・ビギンズ（キラークロック）
- SimCity BuildIt（役名表記なし）

2014年
- InFAMOUS Second Son（役名表記なし）
- Infamous First Light（役名表記なし）
- コール オブ デューティ アドバンスド・ウォーフェア（ノックス）

2015年
- バットマン アーカム・ナイト（アズラエル）

2016年
- マフィア III（役名表記なし）

2017年
- インジャスティス 2（サイボーグ、グリッド）

### テレビドラマ
- エミリーの恋愛バイブル（ジョッシュ）
- シークレット・アイドル ハンナ・モンタナ（ディレクターのロジャー）※第15話ゲスト
- ザ・シールド ルール無用の警察バッジ(シーズン3第8話, Cracking Ice)
- ウォーキング・デッド (2016-2022)
エゼキエル
シーズン7-11：メイン・キャスト

### 映画
- Ping Pong Playa（JP Money）
- ドラキュリア2 （ケニー）
- ラター・デイズ Latter Days（アンドリュー）
- ザ・スーパーブラザーズ・ムービーThe Super Mario Bros. Movie (ペンギンの王様)

### オリジナルビデオ
- ヘルレイザー ヘルワールド（デリック）